# Leonharder
Der Leonharder ist eine noch sehr junge bayerische Pferderasse, die hauptsächlich für die Stutenmilchproduktion gezüchtet wird. In der ersten Generation wird der Haflinger mit dem Welsh-Pony gekreuzt. Diese Nachkommen werden danach mit PREs gekreuzt.

## Zuchtgeschichte
Die Entstehung des Leonharders geht auf die Zuchtbemühungen des Landwirts Johann Abfalter zurück, der auf seinem St.-Leonhards Hof-im bayerischen Grabenstätt/Chiemgau im Jahr 2008 mit der Zucht dieser neuen Pferderasse begann. Zuvor wollte man aus Stutenmilch Käse herstellen. Johann Abfalter kam auf die Idee mit den „überschüssigen“ Fohlen eine neue Pferderasse zu züchten.
2011 wurde die Rasse amtlich zugelassen.

## Verhalten
Das Leonharder Pferd zeichnet sich als besonders gelehrig, anspruchslos und durch gute Reiteigenschaften aus. Es wird als gutwillig und lebhaft beschrieben und zeigt ein ausgeglichenes Temperament.

## Aussehen
Mit einem durchschnittlichen Stockmaß von 140 bis 162 cm ist die Rasse eher klein, die Pferde gelten allerdings als sehr sportlich. Alle Farben sind bei den Leonhardern erlaubt, wobei dunkle und braune Pferde bevorzugt werden.